# Jacques Collin de Plancy
Pour les articles homonymes, voir Collin et Plancy.
Jacques Albin (Auguste ?) Simon Collin de Plancy, né à Plancy (aujourd'hui Plancy-l'Abbaye) le 30 janvier 1794 et mort dans le 14e arrondissement de Paris le 13 janvier 1881, est un écrivain français, auteur de nombreux ouvrages consacrés à l’occultisme, l’insolite et le fantastique.

## Biographie

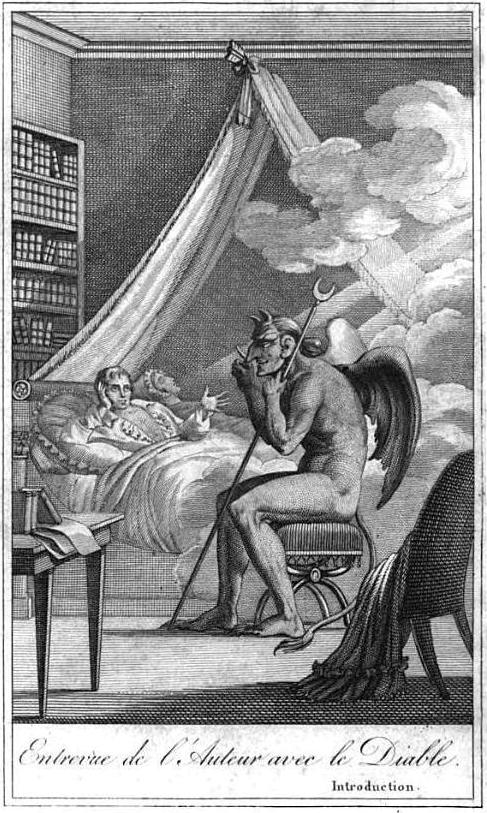
Illustration du Diable peint par lui-même (1825) : Collin de Plancy, couché dans son lit, s'entretient avec le Diable.

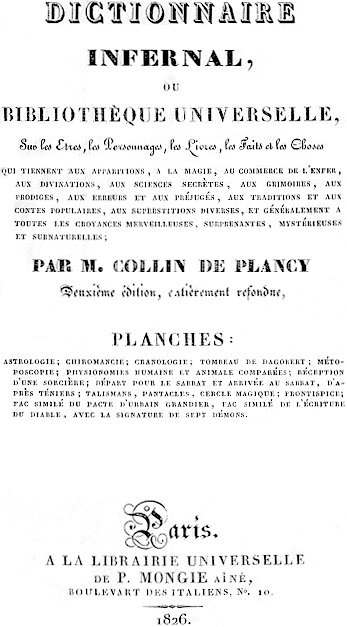
Le Dictionnaire infernal de Collin de Plancy.

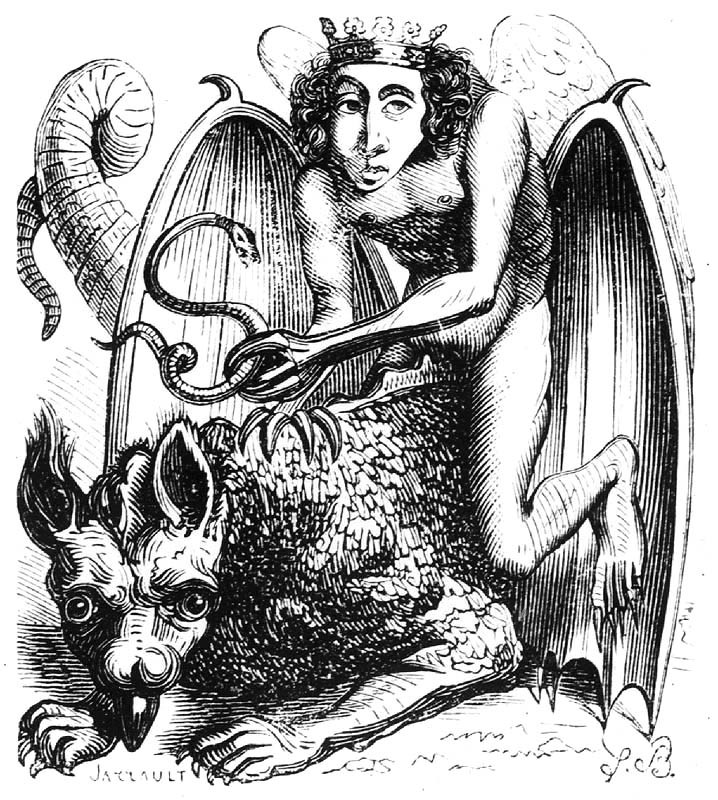
Astaroth représenté dans le dictionnaire infernal.

Jacques Collin de Plancy était le fils d'Edmé-Aubin Collin, « fabricant de bas », et de Marie-Anne Danton. Son vrai nom était Jacques Collin. Il a créé le nom de plume J.A.S. Collin de Plancy en ajoutant la particule « de » et le nom de son village natal à son patronyme.
Libre-penseur influencé par Voltaire, il a été imprimeur-libraire à Plancy et à Paris.
En 1830, il s'est installé en Belgique, à Bruxelles, où il a fondé la Revue de Bruxelles et la Société de propagation des bons livres. En 1839, il a été appelé en Hollande pour fonder à La Haye une Société des Beaux-Arts. Lors de son séjour en Hollande, Collin de Plancy s'est réconcilié avec Dieu et la foi catholique. En 1841, il a rendu publique sa conversion, tout en déclarant condamner et fouler aux pieds tout ce qu'il a écrit contre la foi et les mœurs. Collin de Plancy rentre en France et tous ses ouvrages afficheront désormais l'approbation épiscopale. En 1846, il fonde à Plancy la Société de Saint-Victor pour la propagation des bons livres et la formation d'ouvriers chrétiens. Après la dissolution de cette dernière en 1858, Collin de Plancy rejoint Paris et terminera sa carrière comme directeur général chez Henri Plon.
Son œuvre la plus importante est son Dictionnaire infernal dont la première édition a été publiée en 1818 et dans lequel il a rassemblé toutes les connaissances de l’époque concernant les superstitions et la démonologie. Le Dictionnaire infernal a connu six versions éditées de son vivant. La troisième édition, parue en 1844, a été remaniée pour plaire à l'église et arbore l'approbation de l'archevêque de Paris. La sixième version publiée en 1863 comporte 550 figures « parmi lesquelles les portraits de 72 démons dessinés par M. L. Le Breton ».
Vers 1815 Collin de Plancy s'était marié avec sa cousine Clotilde Marie Paban qui s'est fait connaître comme écrivaine sous le nom de plume de Marie d'Heures ; elle a également publié une traduction du recueil de contes persan, le Touti-Nameh, depuis une version en anglais.
Son fils, Victor Collin de Plancy (1853-1922), issu d'un second mariage, fut un ministre plénipotentiaire en Extrême-Orient, puis premier ambassadeur de France en Corée. Grand amateur d'œuvres d'art, une partie de sa collection se trouve au Musée Guimet.

## Ouvrages
- Dictionnaire infernal ou recherches et anecdotes sur les démons, les esprits, les fantômes, les spectres, les revenants, les loups-garoux… en un mot, sur tout ce qui tient aux apparitions, à la magie, au commerce de l'Enfer, aux divinations, aux sciences secrètes, aux superstitions, aux choses mystérieuses et surnaturelles etc. (1818).
Tome premier. P. Mongie aîné, Paris, XLVIII, 390 pages. 
Tome second. P. Mongie aîné, Paris, 404 pages. .  Une seconde édition parue en 1825 chez P. Mongie Aîné à la Librairie universelle de Paris.  Entièrement refondue, elle était ornée de figures.
- Dictionnaire féodal ou Recherches et anecdotes sur les Dimes et les droits féodaux, les fiefs et les bénéfices, les privilèges etc. et sur tout ce qui tient à la Féodalité. (1819)
- Dictionnaire de la folie et de la raison. Parsemé de petits romans, de nouvelles et de contes, d'anecdotes inédites ou peu connues...  2 vol. (XIX-238, 216 p. (par J.-A.-S. C*** de P***), T. Grandin, Paris [15] (1820)
- Histoire des Vampires et des Spectres Malfaisans[9], 1820 à Paris Chez Masson, Libraire.
- Dictionnaire critique des reliques et des images miraculeuses (1821) - 3 tomes, 450, 470 et 416 pages. T. I . T. II . T. III
- Traité des reliques de Jean Calvin (1822)
- Voyage au centre de la terre, ou Aventures diverses de Clairancy et de ses compagnons dans le Spitzberg, au Pôle Nord et dans des pays inconnus. Tome 1 / traduit de l'anglais de M. Hormisdas-Peath, par M. Jacques de St Albin (J.-A.-S. Collin de Plancy)[10] (1823) (en ligne sur Gallica : tome 1, tome 2, tome 3)
- Histoire du Manneken Pis racontée par lui-même (1824) - Lacrosse, Bruxelles
- Biographie pittoresque des Jésuites ou Notices abrégées théologiques et historiques sur les jésuites célèbres  (1826) - 110 pages
- Fastes militaires des Belges (1835-1836) - 4 volumes
- Histoire des bandits et brigands les plus célèbres des quatre parties du monde,  Paris, 1835, Corbet  ainé, libraire, 262 p. lire en ligne sur Gallica
- Godefroid de Bouillon, chroniques et légendes du temps des deux premières croisades, 1095-1180, Société des Beaux-Arts, Bruxelles, (1842) - 479 pages
- Dictionnaire infernal ou Répertoire universel des êtres, des personnages, des livres, des faits et des choses qui tiennent aux apparitions, à la magie, au commerce de l'enfer, aux démons, aux sorciers, aux sciences occultes, etc., 3e édition, entièrement refondue, augmentée de 250 articles nouveaux, approuvée par Monseigneur l'Archevêque de Paris. P. Mellier, Paris, et Guyot, Lyon, 1844, 582 p.
- Légendes de la Sainte Vierge (1845) - 392 pages.
- Les fabliaux du Moyen Âge parmi lesquels se lisent les aventures de Tyl l'Espiègle, Grisélidis, le Roman de Renard, etc., 1846
- Dictionnaire des sciences occultes… ou Répertoire universel des êtres, des personnages, des livres… qui tiennent aux apparitions, aux divinations, à la magie… (t. 48-49 de l' Encyclopédie théologique), Ateliers catholiques du Petit-Montrouge, 1846-1848, 1072-1160 col.
- Légendes de l'Histoire de France (1846) - 386 pages
- Légende du juif errant (1847)
- La chronique de Godefroid de Bouillon et du royaume de Jérusalem. Première et deuxième croisade (1080-1187) avec l'histoire de Charles-le-Bon... (1848)
- Légendes de l'histoire de France 2 (1850)
- Quelques scènes du Moyen Âge. Légendes et récits (1853)
- Geneviève de Brabant : et quelques autres aventures des Croisades (1853) - 257 pages
- La Reine Berthe au grand pied et quelques légendes de Charlemagne (1854) - 274 pages
- Le docteur Faust et autres légendes (1859] [lire en ligne]
- Légendes des commandements de l'Église (1860) - 396 pages
- Légendes des sacrements - (1860) - 396 pages
- Légendes des femmes dans la vie réelle (1861) - 412 pages, Henri Plon, Paris lire en ligne sur Gallica
- Légendes de l'ancien testament, recueillies des apocryphes, des rabbins et des légendaires, distinguées avec soin des textes sacrés (1861) - 396 pages
- Légendes Infernales, relations et pactes des hôtes de l'enfer avec l'espèce humaine. (1861)
- Légendes de l'autre monde, pour servir à l'histoire du paradis, du purgatoire et de l'enfer, avec quelques esquisses de personnages peu soucieux de leur âme (1862) - 396 pages
- Dictionnaire infernal : répertoire universel des êtres, des personnages, des livres… qui tiennent aux esprits, aux démons…, (6e éd.) (1863). - VIII-723 pages.
- La Vie et les légendes intimes des deux empereurs Napoléon Ier et Napoléon II jusqu'à l'avènement de Napoléon III (1863) - 411 pages
- Légendes des origines, 4e édition, (1864). - 412 pages
- Légendes du calendrier (1863) - 396 pages.
- Légendes des commandements de Dieu (1864) - 396 pages
- Légendes des sept péchés capitaux (1864) - 396 pages
- Légendes des douze convives du chanoine de Tours (1864) - 396 pages
- Légendes du juif errant et des seize reines de Munster (1866) - 393 pages
- Taxes des parties casuelles de la boutique du pape pour la remise, moyennant argent, de tous les crimes et pêchés (1871) - 82 pages
- La fin des temps, confirmée par des prophéties authentiques nouvellement recueillies (1871) - 211 pages
- La vie du cure J. Meslier d'après Voltaire (1871)
- Recherches sur l'alimentation des reptiles et des batraciens de France (1876)
- Catalogue des reptiles et batraciens du département de l'Aube et étude sur la distribution géographique des reptiles et batraciens de l'est de la France (1878) - 44 pages
- Légendes des esprits et des démons qui circulent autour de nous - 396 pages
- Le docteur Péperkouk, connu dans l'univers et dans mille autres lieux
- Légendes des vertus théologales et des vertus cardinales - 396 pages
- Traditions populaires et anecdotes insolites : Légendes infernales
- Légendes du Moyen Âge - 396 pages
- Légendes des Saintes Images de Notre Seigneur, de la Sainte Vierge et des Saints
- Œuvres de Jean-Charles-Julien Luce de Lancival, Tome I & II, précédées d'un notice de Collin de Plancy et des discours prononcés sur sa tombe.

## Dans la littérature
- Collin de Plancy apparaît en tant que personnage historique, romanesque et central dans plusieurs ouvrages écrits par Éric Poindron : 
  - Mystères et diableries en Champagne-Ardenne : contes féeries, Coq à l'Âne, 2000  (ISBN 9782912036070)
  - Mystères diableries et merveilles en Champagne-Ardenne et dans le reste du Monde, Coq à l'Âne, 2005  (ISBN 9782912036254)
  - De l'égarement à travers les livres (éditions du Castor Astral, collection « Curiosa & cætera », 2011)